# Sonja Sachariewa
Sonja Sachariewa (bulgarisch Соня Захариева, englisch Sonya Zakharieva; * 6. April 1955) ist eine ehemalige bulgarische Leichtathletin, die sich auf den Sprint spezialisiert hat.

## Sportliche Laufbahn
1974 gewann Sonja Sachariewa bei den Halleneuropameisterschaften in Göteborg mit der bulgarischen 4-mal-392-Meter-Staffel in 3:39,21 min gemeinsam mit Liljana Tomowa, Jordanka Iwanowa und Tonka Petrowa die Silbermedaille hinter dem schwedischen Team gewann. Im selben Jahr gewann sie bei den Balkanspielen in Sofia mit der 4-mal-400-Meter-Staffel in 3:37,26 min die Silbermedaille hinter dem rumänischen Team.